# Barešova lípa
Barešova lípa je památný strom – lípa malolistá (Tilia cordata Mill.) a nejstarší strom rostoucí ve vesnici Suchý Důl a jeden z nejstarších v CHKO Broumovsko. Roste na kopci u cesty vedle domu čp. 80. Vyhlášena byla 26. 11. 1981 pro svůj vzrůst a věk.
- číslo seznamu: 605019.1/1
- obvod kmene ve výšce 1,3 m: 610 cm
- výška: 19 m (říjen 2001)
- průměr koruny stromu: 14 m (říjen 2001)

V sedmdesátých letech minulého století strom pravidelně ošetřoval lesník Josef Beran z Police nad Metují, Markéta Dubnová z Lipí u Náchoda a Antonín Šnajdr z Náchoda. Odstranili z dutiny stromu mrtvé části kmene a ošetřili korunu vyřezáním suchých větví a větví zasahujících do elektrického vedení v roce 1994. Poslední ošetření stromu a svázání koruny systémem Florapas provedl v listopadu 2001 dendrolog Martin Němec z Prahy.